# Nocher-Route
Nocher-Route (Luxemburgs: Nacherstrooss, Duits: Nocherstraße) is een plaats in de gemeente Goesdorf en het kanton Wiltz in Luxemburg.
Nocher-Route telt 122 inwoners (2001).